# Sainte-Croix-en-Jarez
Sainte-Croix-en-Jarez [sɛ̃t kʁwa ɑ̃ ʒaʁɛ] ist eine französische Gemeinde mit 484 Einwohnern (Stand: 1. Januar 2022) im Département Loire in der Region Auvergne-Rhône-Alpes. Sainte-Croix-en-Jarez gehört zum Arrondissement Roanne und zum Kanton Le Pilat (bis 2015: Kanton Rive-de-Gier).

## Geographie
Sainte-Croix-en-Jarez liegt etwa 20 Kilometer ostnordöstlich von Saint-Étienne am Fluss Couzon, einem Nebenfluss des Gier. Umgeben wird Sainte-Croix-en-Jarez von den Nachbargemeinden Châteauneuf im Norden, Longes im Osten und Nordosten, Pavezin im Süden und Südosten, Pélusin im Süden, Saint-Paul-en-Jarez im Süden und Westen sowie Farnay im Westen und Nordwesten.

## Geschichte

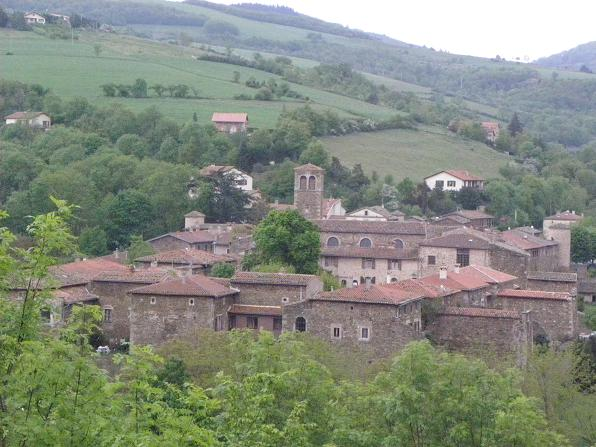
Kartäuserkloster von Sainte-Croix

1280 wurde eine Kartause als Kloster am Berg durch Beatrix de la Tour du Pin gegründet. Bis zur Auflösung 1792 lebten hier Kartäusermönche.

### Bevölkerungsentwicklung
| Jahr                       | 1962 | 1968 | 1975 | 1982 | 1990 | 1999 | 2006 | 2017 |
| -------------------------- | ---- | ---- | ---- | ---- | ---- | ---- | ---- | ---- |
| Einwohner                  | 295  | 274  | 310  | 342  | 329  | 351  | 410  | 478  |
| Quellen: Cassini und INSEE |      |      |      |      |      |      |      |      |

## Sehenswürdigkeiten
- Kartause von Sainte-Croix, seit 1946 Monument historique
- Kapelle Jurieu